# Synthèse d'indole de Bartoli
La synthèse d'indole de Bartoli (appelée aussi réaction de Bartoli) est une série de réactions organiques à partir d'un nitrobenzène ortho-substituté et d'réactif de Grignard vinylique pour former des indoles substitués,,,.
Cette réaction ne fonctionne qu'avec un nitrobenzène substitué en position ortho (et ne marche pas sans). Trois équivalents en organomagnésien sont nécessaires pour la mener à bien. 
Cette méthode est devenue l'une des  voies de synthèse les plus rapides et les plus polyvalentes des  indoles 7-substitutés,. La synthèse de Leimgruber-Batcho de l'indole donne des résultats similaires, tant en matière de flexibilité et que des régiospécificités des dérivés indolés. Cependant, la synthèse de Bartoli a l’avantage de produire des indoles substitués à la fois sur le cycle benzénique, et sur le cycle de pyrrole ring, ce qui est difficile avec la synthèse de Leimgruber-Batchos.

## Mécanisme réactionnel
Le mécanisme réactionnel de la synthèse de Bartoli de l'indole est illustré ci-dessous, à partir d'o-nitrotoluène (1) et d'organomagnésien propényle  (2) pour former le 3,7-diméthylindole (13). 
Le mécanisme débute par une addition de l'organomagnésien (2) sur le nitrotoluène (1) pour former l'intermédiaire 3.  Celui-ci se décompose spontanément pour former le nitrosotoluène (4) et un sel de magnésium (5)  (pendant le reste de la réaction, le sel de magnésium va libérer un composé carbonylé, 6). La réaction du nitrosotoluène (4) avec un second équivalent d'organomagnésien (2) forme l'intermédiaire 7. L'encombrement stérique du groupe en ortho (ici le groupe méthyle) provoque un réarrangement [3,3]-sigmatropique formant l'intermédiaire 8.  Une cyclisation et une tautomérisation donne l'intermédiaire 10, qui réagit avec un troisième équivalent d'organomagnésien (2) pour donner un sel indolé de dimagnésium (12). Une déshydratation donne l'indole désiré (13).
Trois équivalents d'organomagnésien sont donc nécessaires :
- l'un est transformé en composé carbonylé (6),
- l'un est protoné en alcène  (11),
- le dernier est incorporé au composé indolé.

## Variantes

### Modification de Dobbs
Adrian Dobbs a grandement amélioré le champ des possibilités de la synthèse de Bartoli en utilisant un dérivé ortho-bromé comme groupe directeur, qu'on peut retirer avec de l'AIBN et de l'hydrure de tributylétain.
Cette modification permet donc de synthétiser des réactifs initiaux non ortho-substitués, et permet par exemple la synthèse du 4-méthylindole (3), ce qui prouve la capacité de cette méthode à produire des indoles multi-substitués.